# Rinorea sessilis
Rinorea sessilis là một loài thực vật có hoa trong họ Hoa tím. Loài này được (Lour.) Kuntze miêu tả khoa học đầu tiên năm 1891.